# Pengene eller Livet - Casino
|  | Denne artikel er oprettet af botten Steenthbot ud fra en ekstern database. Den kan derfor have sproglige fejl eller mangler. Denne skabelon kan fjernes efter kontrol af indholdet. |

Pengene eller Livet - Casino er en dansk dokumentarisk optagelse fra 1915 instrueret af Peter Elfelt.

## Handling
Optagelser af scener fra revy eller teaterstykke: Mand kravler på en tagryg. Kvinde i loftskammer med duer.